# Championnat du monde féminin de handball 1975
Navigation
Yougoslavie 1973 Tchécoslovaquie 1978
La 6e édition du championnat du monde féminin de handball  s'est déroulée en URSS du 2 au 13 décembre 1975. Pour la première fois, l'Afrique et l'Amérique participent à un championnat du monde.
La compétition est dominée par les pays du Bloc de l'Est puisque aucune autre nation ne s'est qualifiée pour la poule finale. L'Allemagne de l'Est remporte la compétition devant l'URSS et la Hongrie. Les trois équipes ainsi que la Roumanie sont qualifiées Jeux olympiques de 1976.

## Qualifications
Douze équipes participent à la compétition :
| Places | Moyen de qualification             | Qualifié(s)                                                                        |
| ------ | ---------------------------------- | ---------------------------------------------------------------------------------- |
| 1      | Organisateur                       | Union soviétique                                                                   |
| 1      | Tenant du titre                    | Yougoslavie                                                                        |
| 7      | Qualifications européennes         | Allemagne de l'Est, Danemark, Hongrie, Norvège, Pologne, Roumanie, Tchécoslovaquie |
| 1      | Qualifications asiatiques          | Japon                                                                              |
| 1      | Championnat d'Afrique 1974         | Tunisie                                                                            |
| 1      | Tournoi de qualification américain | États-Unis                                                                         |

Qualifications européennes,
- Allemagne de l'Est -  Bulgarie 20-12 et 20-10
- Hongrie -  France 16- 6 et 17- 9
- Roumanie -  Allemagne de l'Ouest 16-11 et 15-15
- Tchécoslovaquie -  Italie 22- 8 et 38- 3
- Pologne -  Suède 18-15 et 21-15
- Norvège -  Espagne 6- 3 et 17-14
- Danemark -  Pays-Bas 18-11 et 11-10

Tournoi de qualification américain,
- États-Unis -  Canada 11-11 et 13-11 ou 12-8

Qualifications asiatiques,
- Poule A
  -  Japon -  Corée du Sud 22-17 et 23-16
  -  Japon -  Taïwan 28-6 et 45- 4
  -  Taïwan -  Corée du Sud 18- 7 et 29- 6
- Poule B : qualification d'Israël après le forfait de l'Inde
- Finale :  Japon -  Israël 19- 4 et 22-8

Championnat d'Afrique 1974
- Tunisie -  Sénégal 13- 9
- Tunisie -  Ouganda 23- 4
- Tunisie -  Égypte forfait Égypte

## Tour préliminaire
Les deux premiers de chaque groupes disputent les places de 1 à 6, les autres les places de 7 à 12.

### Légende
- Qualifiée pour la poule finale.
- Qualifiée pour la poule de classement 7 à 9.
- Qualifiée pour la poule de classement 10 à 12.

### Groupe A
|   | Équipe          | Pts | J | G | N | P | Bp | Bc | Diff |
| - | --------------- | --- | - | - | - | - | -- | -- | ---- |
| 1 | Roumanie        | 6   | 3 | 3 | 0 | 0 | 57 | 34 | 23   |
| 2 | Tchécoslovaquie | 4   | 3 | 2 | 0 | 1 | 48 | 45 | 3    |
| 3 | Norvège         | 2   | 3 | 1 | 0 | 2 | 38 | 42 | -4   |
| 4 | Japon           | 0   | 3 | 0 | 0 | 3 | 39 | 61 | -22  |

| Date            | Équipe 1        | Score          | Équipe 2        |
| --------------- | --------------- | -------------- | --------------- |
| 3 décembre 1975 | Roumanie        | 24 – 18 (12-8) | Japon           |
| 3 décembre 1975 | Tchécoslovaquie | 21 – 12 (11-6) | Norvège         |
| 4 décembre 1975 | Roumanie        | 13 – 10 (6-3)  | Norvège         |
| 4 décembre 1975 | Tchécoslovaquie | 21 – 13 (10-3) | Japon           |
| 5 décembre 1975 | Roumanie        | 20 – 06 (9-2)  | Tchécoslovaquie |
| 5 décembre 1975 | Norvège         | 16 – 08 (9-5)  | Japon           |

### Groupe B
|   | Équipe      | Pts | J | G | N | P | Bp | Bc | Diff |
| - | ----------- | --- | - | - | - | - | -- | -- | ---- |
| 1 | Yougoslavie | 6   | 3 | 3 | 0 | 0 | 68 | 20 | 48   |
| 2 | Hongrie     | 4   | 3 | 2 | 0 | 1 | 53 | 26 | 27   |
| 3 | Danemark    | 2   | 3 | 1 | 0 | 2 | 43 | 41 | 2    |
| 4 | Tunisie     | 0   | 3 | 0 | 0 | 3 | 17 | 94 | -77  |

| Date            | Équipe 1    | Score          | Équipe 2 |
| --------------- | ----------- | -------------- | -------- |
| 3 décembre 1975 | Hongrie     | 17 – 09 (7-6)  | Danemark |
| 3 décembre 1975 | Yougoslavie | 41 – 03 (20-2) | Tunisie  |
| 4 décembre 1975 | Hongrie     | 28 – 06 (14-3) | Tunisie  |
| 4 décembre 1975 | Yougoslavie | 16 – 09 (7-5)  | Danemark |
| 5 décembre 1975 | Yougoslavie | 11 – 08 (7-6)  | Hongrie  |
| 5 décembre 1975 | Danemark    | 25 – 08 (13-4) | Tunisie  |

### Groupe C
|   | Équipe             | Pts | J | G | N | P | Bp | Bc | Diff |
| - | ------------------ | --- | - | - | - | - | -- | -- | ---- |
| 1 | Allemagne de l'Est | 5   | 3 | 2 | 1 | 0 | 63 | 24 | 39   |
| 2 | Union soviétique   | 5   | 3 | 2 | 1 | 0 | 58 | 22 | 36   |
| 3 | Pologne            | 2   | 3 | 1 | 0 | 2 | 35 | 45 | -10  |
| 4 | États-Unis         | 0   | 3 | 0 | 0 | 3 | 18 | 83 | -65  |

| Date            | Équipe 1           | Score          | Équipe 2         |
| --------------- | ------------------ | -------------- | ---------------- |
| 3 décembre 1975 | Allemagne de l'Est | 24 – 06 (9-4)  | Pologne          |
| 3 décembre 1975 | Union soviétique   | 33 – 04 (11-2) | États-Unis       |
| 4 décembre 1975 | Pologne            | 21 – 06 (10-3) | États-Unis       |
| 4 décembre 1975 | Allemagne de l'Est | 10 – 10 (6-6)  | Union soviétique |
| 5 décembre 1975 | Allemagne de l'Est | 29 – 08 (15-3) | États-Unis       |
| 5 décembre 1975 | Union soviétique   | 15 – 08 (9-3)  | Pologne          |

## Tour principal

### Poule de classement 10 à 12
Tous les matchs ont eu lieu à Vilnius.
|    | Équipe     | Pts | J | G | N | P | Bp | Bc | Diff |
| -- | ---------- | --- | - | - | - | - | -- | -- | ---- |
| 10 | Japon      | 4   | 2 | 2 | 0 | 0 | 43 | 20 | 23   |
| 11 | États-Unis | 2   | 2 | 1 | 0 | 1 | 24 | 30 | -6   |
| 12 | Tunisie    | 0   | 2 | 0 | 0 | 2 | 23 | 40 | -17  |

| Date            | Équipe 1   | Score          | Équipe 2   |
| --------------- | ---------- | -------------- | ---------- |
| 7 décembre 1975 | Japon      | 17 – 10 (6-5)  | États-Unis |
| 8 décembre 1975 | États-Unis | 14 – 13 (9-8)  | Tunisie    |
| 9 décembre 1975 | Japon      | 26 – 10 (14-3) | Tunisie    |

### Poule de classement 7 à 9
Tous les matchs ont eu lieu à Vilnius.
|   | Équipe   | Pts | J | G | N | P | Bp | Bc | Diff |
| - | -------- | --- | - | - | - | - | -- | -- | ---- |
| 7 | Pologne  | 4   | 2 | 2 | 0 | 0 | 30 | 20 | 10   |
| 8 | Norvège  | 2   | 2 | 1 | 0 | 1 | 23 | 24 | -1   |
| 9 | Danemark | 0   | 2 | 0 | 0 | 2 | 19 | 28 | -9   |

| Date            | Équipe 1 | Score         | Équipe 2 |
| --------------- | -------- | ------------- | -------- |
| 7 décembre 1975 | Pologne  | 14 – 11 (9-5) | Norvège  |
| 8 décembre 1975 | Pologne  | 16 – 09 (9-5) | Danemark |
| 9 décembre 1975 | Norvège  | 12 – 10 (8-4) | Danemark |

### Poule finale
|   | Équipe             | Pts | J | G | N | P | Bp | Bc | Diff |
| - | ------------------ | --- | - | - | - | - | -- | -- | ---- |
| 1 | Allemagne de l'Est | 9   | 5 | 4 | 1 | 0 | 60 | 49 | 11   |
| 2 | Union soviétique   | 7   | 5 | 3 | 1 | 1 | 70 | 58 | 12   |
| 3 | Hongrie            | 6   | 5 | 3 | 0 | 2 | 52 | 46 | 6    |
| 4 | Roumanie           | 4   | 5 | 2 | 0 | 3 | 65 | 55 | 10   |
| 5 | Yougoslavie        | 3   | 5 | 1 | 1 | 3 | 59 | 63 | -4   |
| 6 | Tchécoslovaquie    | 1   | 5 | 0 | 1 | 4 | 43 | 78 | -35  |

| Date             | Équipe 1           | Score          | Équipe 2         |
| ---------------- | ------------------ | -------------- | ---------------- |
| 7 décembre 1975  | Yougoslavie        | 13 – 13 (7-4)  | Tchécoslovaquie  |
| 7 décembre 1975  | Union soviétique   | 17 – 16 (13-8) | Roumanie         |
| 7 décembre 1975  | Allemagne de l'Est | 10 – 09 (6-6)  | Hongrie          |
| 9 décembre 1975  | Hongrie            | 11 – 10 (9-6)  | Roumanie         |
| 9 décembre 1975  | Union soviétique   | 16 – 08 (12-2) | Tchécoslovaquie  |
| 9 décembre 1975  | Allemagne de l'Est | 13 – 12 (7-6)  | Yougoslavie      |
| 11 décembre 1975 | Hongrie            | 12 – 05 (6-1)  | Tchécoslovaquie  |
| 11 décembre 1975 | Allemagne de l'Est | 10 – 07 (5-4)  | Roumanie         |
| 11 décembre 1975 | Union soviétique   | 17 – 12 (7-6)  | Yougoslavie      |
| 13 décembre 1975 | Hongrie            | 12 – 10 (6-5)  | Union soviétique |
| 13 décembre 1975 | Allemagne de l'Est | 17 – 11 (7-7)  | Tchécoslovaquie  |
| 13 décembre 1975 | Roumanie           | 12 – 11 (6-6)  | Yougoslavie      |

Lors de la dernière journée, l'URSS et la RDA sont toujours à égalité, ayant remporté tous leurs matchs excepté leur match nul lors de la première journée. Les goal-averages respectifs étant de +14 et +5, si l'URSS, à domicile, gagne son dernier match contre la Hongrie, ce qui ne fait aucun doute, il faudra que la DDR batte la Tchécoslovaquie d'au moins 10 buts. Même si l'équipe tchèque est la moins forte des six nations restées en présence, la tâche des Allemandes semble compromise dans la mesure où aucune équipe n'est parvenue à marquer plus de 17 buts dans cette poule.
Le premier match de cette dernière journée oppose la Hongrie et l'URSS. D'entrée de jeu, la meilleure marqueuse Tatiana Makarets est prise en marquage individuel strict : l'attaque russe, jusque-là très brillante et parfaitement organisée, piétine devant une défense hongroise très agressive ; elle ne réussira d'ailleurs jamais à trouver une riposte à ce coup pourtant prévisible. L'énervement s'empare des tueuses et surtout du manager, ce qui n'arrange rien, et les Soviétiques manquent 3 pénalties ! De 7-5 à la mi-temps le score passe à 12-8 à la 45e minute et à la consternation de plus de 7 000 spectateurs venus fêter le couronnement de leur équipe, la Hongrie s'impose finalement par 12 buts à 10 et s'assure la 3e place, offrant une opportunité inespérée à la RDA de s'adjuger le titre.
En effet, dans le second match la RDA ne pouvait être battue par la Tchécoslovaquie ; les joueuses de Jaroslav Mráz (cs) ne résistaient qu'une mi-temps avant de s'incliner finalement 17 à 11. L'Allemagne de l'Est retrouvait ainsi un titre conquis en Hollande en 1971 et qu'elle n'avait pu défendre en Yougoslavie en 1973 pour s'être fait barrer la route de la poule demi-finale par l'URSS et la Pologne. C'est de l'avis général la meilleure équipe qui a gagné, la meilleure dans le sens de la plus complète tant par l'homogénéité de sa formation, 12 joueuses au moins sur les 16 étant de valeur sensiblement égale, que par celle de son jeu, un jeu total, très au point dans tous ses compartiments, jeu autorisé par une valeur athlétique et surtout une condition physique exceptionnelle.
Le troisième match de cette dernière journée présentait également un très grand intérêt : la Hongrie étant troisième, qui de la Yougoslavie — 3 points — ou de la Roumanie — 2 points — allait se classer quatrième et du même coup se qualifier pour les prochains Jeux olympiques de Montréal ? C'est finalement la Roumanie qui l'emportera sur le score très serré de 12 à 11 à l'issue d'un match intense très égal : 6-6 à la mi-temps, plus grand écart : 2 buts, une seule fois (5-3 à la 16e minute en faveur de la Yougoslavie). La Yougoslavie, championne en 1975 n'ira donc pas à Montréal !

## Classement final
| Rang                      | Équipe             | J | G | N | P | Bp  | Bc  | Diff |
| ------------------------- | ------------------ | - | - | - | - | --- | --- | ---- |
| Médaille d'or, monde      | Allemagne de l'Est | 7 | 6 | 1 | 0 | 113 | 63  | +50  |
| Médaille d'argent, monde  | Union soviétique   | 7 | 5 | 1 | 1 | 118 | 70  | +48  |
| Médaille de bronze, monde | Hongrie            | 7 | 5 | 0 | 2 | 97  | 61  | +36  |
| 4                         | Roumanie           | 7 | 4 | 0 | 3 | 102 | 83  | +19  |
| 5                         | YougoslavieT       | 7 | 3 | 1 | 3 | 116 | 75  | +41  |
| 6                         | Tchécoslovaquie    | 7 | 2 | 1 | 4 | 85  | 103 | -18  |
|                           |                    |   |   |   |   |     |     |      |
| 7                         | Pologne            | 5 | 3 | 0 | 2 | 65  | 65  | 0    |
| 8                         | Norvège            | 5 | 2 | 0 | 3 | 61  | 66  | -5   |
| 9                         | Danemark           | 5 | 1 | 0 | 4 | 62  | 69  | -7   |
|                           |                    |   |   |   |   |     |     |      |
| 10                        | Japon              | 5 | 2 | 0 | 3 | 82  | 81  | +1   |
| 11                        | États-Unis         | 5 | 1 | 0 | 4 | 42  | 113 | -71  |
| 12                        | Tunisie            | 5 | 0 | 0 | 5 | 40  | 134 | -94  |

Les quatre premières équipes sont qualifiées Jeux olympiques de 1976.

## Statistiques et récompenses

### Équipe-type
L'équipe-type de la compétition est, :
- Meilleure gardienne de but :  Ágota Bujdosó (en)
- Meilleure ailière gauche :  Lioudmila Bobrus
- Meilleure pivot :  Katica Ileš (en)
- Meilleure ailière droite :  Klára Horváth (en)
- Meilleure arrière gauche :  Waltraud Kretzschmar
- Meilleure demi-centre :  Zinaïda Tourtchyna
- Meilleure arrière droite :  Maria Litochenko

### Meilleures marqueuses
Les meilleures marqueuses sont
| Rang | Joueuse              | Équipe             | Buts | Champs | 7m |
| ---- | -------------------- | ------------------ | ---- | ------ | -- |
| 1    | Tatiana Makarets     | Union soviétique   | 35   | 19     | 16 |
| 2    | Zinaïda Tourtchyna   | Union soviétique   | 32   | 14     | 18 |
| 3    | Magdalena Miklós     | Roumanie           | 23   | 23     | 0  |
| 3    | Maria Litochenko     | Union soviétique   | 23   | 21     | 2  |
| 3    | Hitomi Matsushita    | Japon              | 23   | 21     | 2  |
| 3    | Waltraud Kretzschmar | Allemagne de l'Est | 23   | 14     | 9  |
| 3    | Rozália Soós         | Roumanie           | 23   | 12     | 11 |
| 8    | Milenka Lukić        | Yougoslavie        | 22   | 12     | 10 |
| 9    | Simona Arghir        | Roumanie           | 21   | 21     | 0  |
| 9    | Amália Sterbinszky   | Hongrie            | 21   | 13     | 8  |

## Effectif des équipes sur le podium
Les effectifs des trois équipes sur le podium sont :

### Champion du monde:Allemagne de l'Est
- Hannelore Zober (de)
- Eva Paskuy
- Hannelore Burosch (de)
- Christine Gehlhoff
- Evelyn Matz
- Roswitha Krause
- Christina Rost
- Petra Kahnt
- Christina Lange
- Ursula Putzier
- Sylvia Siefert
- Marion Tietz
- Kristina Richter
- Waltraud Kretzschmar
- Beate Kahn
- Karin Janicke
- Liane Michaelis

Sélectionneurs
- Peter Kretzschmar
- Harry Becker

### Vice-champion du monde:Union soviétique
- Larissa Bobrova
- Lioudmila Bobrous
- Svetlana Bodrova
- Lioudmila Choubina (en)
- Svetlana Doubinina-Pintchouk
- Tatiana Glouchtchenko
- Nadejda Ichtchenko
- Maria Litochenko
- Tatiana Makarets
- Lioudmyla Pantchouk
- Sofia Tafteleva
- Natalia Tcherstiouk
- Zinaïda Tourtchyna
- Halina Zakharova

Sélectionneur
- Igor Tourtchyne

### Troisième place:Hongrie
- Éva Angyal (en)
- Mária Berzsenyi (en)
- Ágota Bujdosó (en) (GB)
- Klára Horváth (en)
- Ilona Nagy (en)
- Marianna Nagy
- Erzsébet Németh (en)
- Márta Pacsai (en)
- Zsuzsanna Pethő (GB)
- Ilona Samus (en)
- Amália Sterbinszky
- Katalin Tavaszi
- Rozália Tomann (en)
- Katalin Tóth Harsányi (en)
- Mária Vanya (en)
- Krisztina Wohner

Sélectionneur
- Bódog Török (en)